# Sojus MS-21
Sojus MS-21 ist ein Flug eines russischen Sojus-Raumschiffs zur Internationalen Raumstation (ISS). Es ist der erste Flug zur ISS, an dem ausschließlich Roskosmos-Kosmonauten teilnehmen, ohne internationale Partner oder Weltraumtouristen. Ursprünglich war im Gespräch, dass ein NASA-Astronaut mit an Bord sein sollte, und dafür ein russischer Kosmonaut im amerikanischen Raumschiff SpaceX Crew-4 zur ISS fliegen sollte.

## Besatzung

### Hauptbesatzung
- Oleg Germanowitsch Artemjew (3. Raumflug), Kommandant (Russland/Roskosmos)
- Sergei Wladimirowitsch Korsakow (1. Raumflug), Bordingenieur (Russland/Roskosmos)
- Denis Wladimirowitsch Matwejew (1. Raumflug), Bordingenieur (Russland/Roskosmos)

### Ersatzmannschaft
- Sergei Walerjewitsch Prokopjew (2. Raumflug), Kommandant (Russland/Roskosmos)
- Dmitri Alexandrowitsch Petelin (1. Raumflug), Bordingenieur (Russland/Roskosmos)
- Anna Jurjewna Kikina (1. Raumflug), Bordingenieurin (Russland/Roskosmos)

## Missionsverlauf
Die Mission startete am 18. März 2022 um 15:55 Uhr UTC von der Rampe 31/6 des Kosmosdroms Baikonur. Sie brachte drei Mitglieder der ISS-Expedition 67 nach nur zwei Erdumläufen in etwa drei Stunden zur Raumstation. Nach der automatischen Annäherung bis auf etwa 200 Meter wurde um 18:53 Uhr UTC Oleg Artemjew vom russischen Mission Control Center in Koroljow angewiesen, auf Handsteuerung umzuschalten. Die Kopplung im manuellen Modus fand kurze Zeit später um 19:12 UTC statt. Wie bereits bei vorausgehenden Sojus-Flügen traf MS-21 einige Zeit vor dem geplanten Expeditionsbeginn an der ISS ein.
Die Crew trug bei ihrer Ankunft auffällige gelbe Fluganzüge mit blau abgesetzten Akzenten. Dies wurde von vielen als versteckter Protest gegen den russischen Überfall auf die Ukraine gesehen. Roskosmos wies dies später zurück und zitierte aus Oleg Artemjews Telegram-Seite, dass die Crew „auf einer Linie mit unserem Präsidenten und dem Volk“ sei. Laut Roskosmos stehen die Farben für die Technische Universität Bauman, deren Absolventen alle drei Besatzungsmitglieder sind.